# Imeria pancarpius
Imeria pancarpius är en stekelart som först beskrevs av Tosquinet 1903.  Imeria pancarpius ingår i släktet Imeria och familjen brokparasitsteklar. Inga underarter finns listade i Catalogue of Life.